# Малаколимакс нежный
Малаколимакс нежный, или нежный слизень, или мягкий слизень, или слизень большой желтый (лат. Malacolimax tenellus) — вид наземных стебельчатоглазых брюхоногих моллюсков рода малаколимаксы (Malacolimax) семейства лимацид (Limacidae). Небольшой слизень длиной до 50 мм. Окраска светло-жёлтая, иногда с зеленоватым, сероватым или оранжевым оттенком. Распространён в Европе, кроме наиболее южных и северных регионов. Обитает в разнообразных лесах и кустарниках. В антропогенной среде редок. Живёт в подстилке, в гнилых пнях, под валежинами и камнями. Иногда забирается на небольшую высоту на стволы деревьев. Часто встречается на шляпочных грибах, которые являются основной пищей этих слизней. Кроме того, вид может поедать микроскопические водоросли и лишайники, растущие на стволах деревьев и на камнях. Молодые слизни питаются мицелием различных грибов. Культурным растениям этот вид вреда не наносит. В случае опасности может отбросить хвост, который имеет небольшие размеры по сравнению с остальным телом слизня и впоследствии отрастает. Половозрелость наступает в конце лета и в начале осени. Продолжительность жизни составляет 11—13 месяцев. Зимует вид на стадии яйца.

## Описание

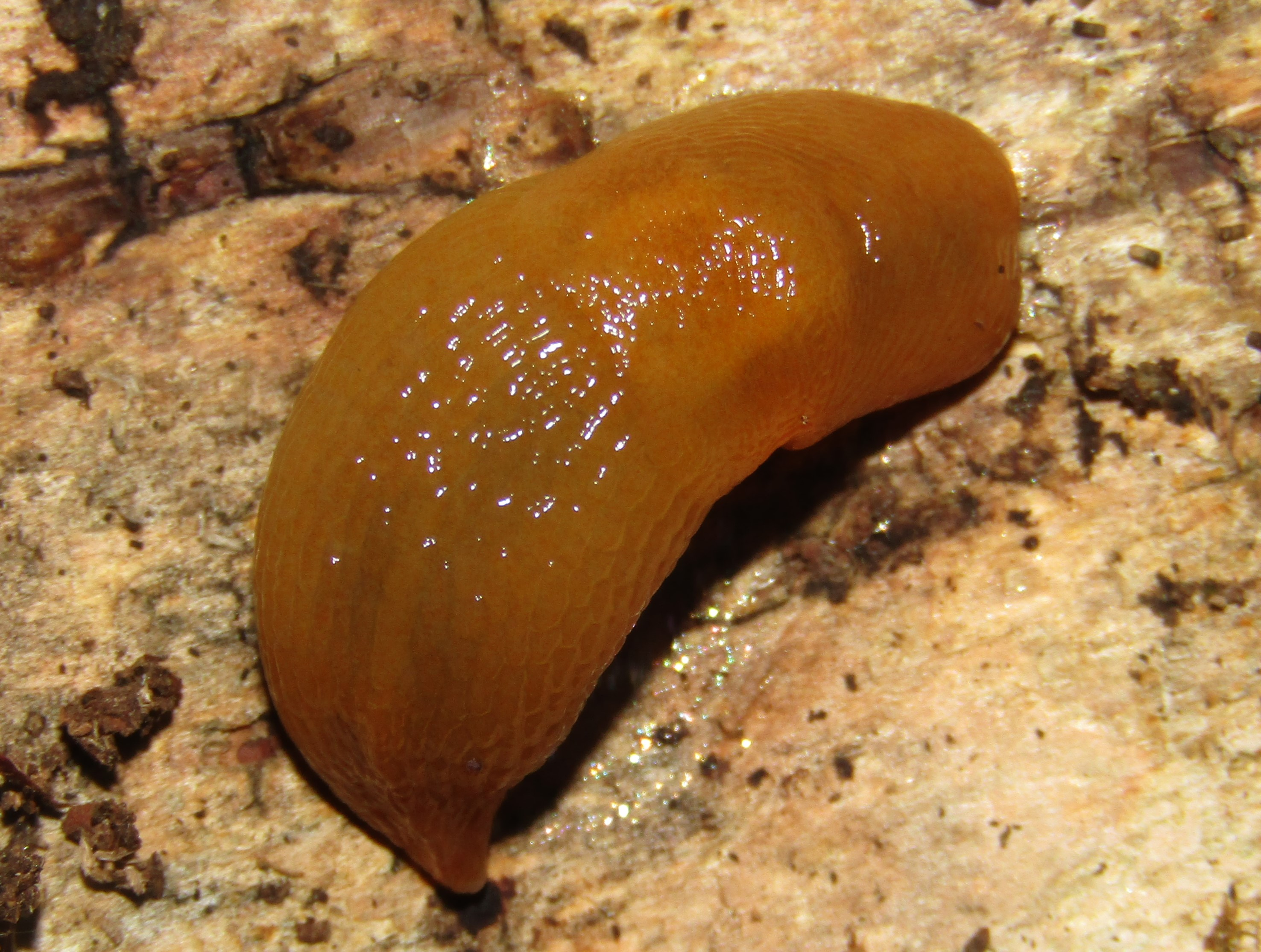
Особь в сокращённом состоянии

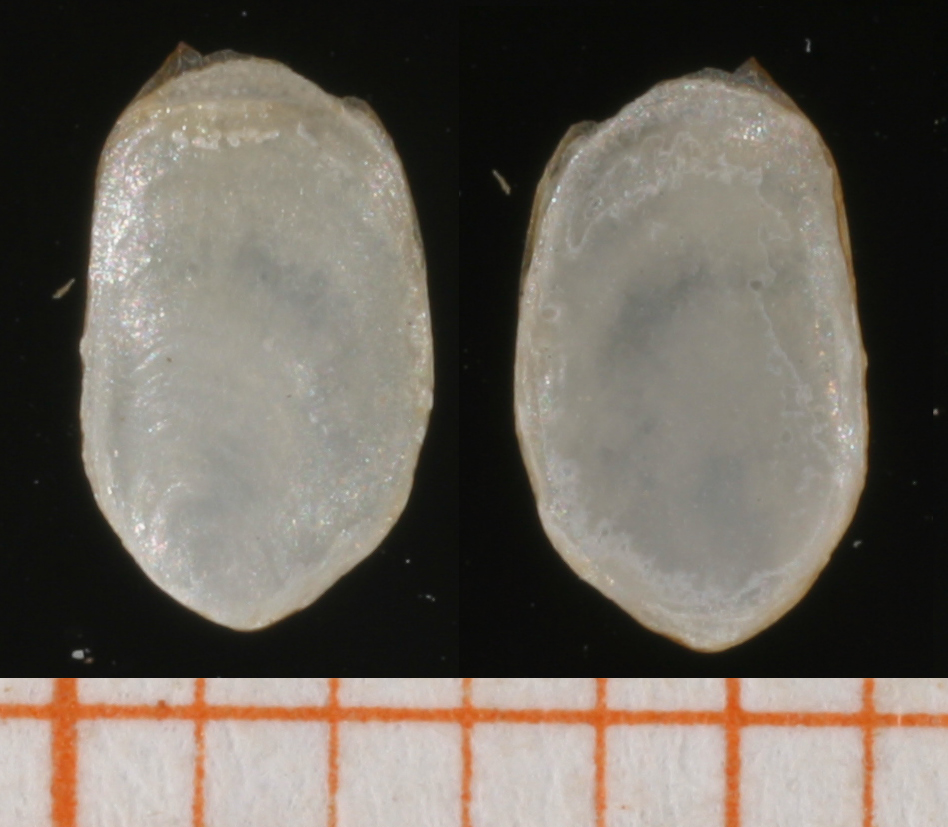
Внутренняя раковина Malacolimax tenellus

Небольшой слизень: длина ползущей особи до 50 мм, сократившейся — до 35 мм. Тело сравнительно приземистое, мягкое, с тонкой просвечивающей кожей. Мантия занимает около 1/3 тела, сзади со слабым углом. Киль короткий и нечёткий. Морщины плоские и разделены мелкими бороздками. Между мантийной щелью и средней линией спины размещается около 16 рядов морщин.
Окраска однотонно светло-жёлтая, иногда с зеленоватым, сероватым или оранжевым оттенком, вокруг пневмостома более светлая. Лишь иногда на теле есть едва заметные тёмные продольные полосы. Голова и щупальца чёрные или тёмно-бурые. Подошва однотонно светло-жёлтая или кремовая. После фиксации жёлтый пигмент быстро исчезает, окраска становится беловато-кремовой, на мантии нередко появляется слабый нечёткий лирообразный тёмный рисунок с тёмным пятном в центре, а на спине появляются размытые тёмные продольные полосы. Молодые особи обычно светлее и имеют кремовую или зеленовато-кремовую окраску. Слизь жёлтая, прозрачная, жидкая.
Число зубов радулы и их форма, по всей видимости, сильно варьируют. Боковых зубов от 12 до около 25, краевых 35—45; число поперечных рядов 110—140.
Раковина продолговатая, полупрозрачная, тонкая, хрупкая, с беловатыми образованиями, после фиксации легко разрушается. Её размеры — около 3,5 × 2 мм. Нуклеус слегка смещён от продольной оси. Линии нарастания хорошо выражены.

### Половая система
Гонада округлая и компактная. Её проток тянется к спермовидукту почти без извивов. Белковая железа массивная, белая. Спермовидукт довольно толстый и длинный, плавно изогнут. К его передней трети прилегает простата (не заходит на яйцевод). Семяпровод перед впадением в пенис постепенно расширяется, срастается с ним и образует ряд небольших пигментированных вздутий. Пенис небольшой, широкий, более или менее цилиндрический или булавовидный, у заднего конца вздутый, иногда неглубокой перетяжкой разделён на два отдела: короткий передний и более длинный задний. Пениальный ретрактор крепится к передней части пениса. Пенис короче половины мантии и незначительно длиннее глотки. Внутри него находится система складок сложной структуры. Яйцевод цилиндрический, короче пениса. Проток семяприёмника короткий, впадает в основание пениса, резервуар овальный.

### Отличия от близких видов
Вид Malacolimax mrazeki, распространённый от юго-восточных Альп в Словении до Хорватии, Боснии и Герцеговины, Сербии, Косова, Черногории, Северной Македонии и северной части Албании, отличается от M. tenellus более крупными размерами, более тёмно-жёлтой окраской, а также наличием черноватых полос на спине и мантии (средняя часть которой более тёмная). Имеются различия и во внутреннем строении. У M. tenellus пенис короче половины мантии и незначительно длиннее глотки, в то время как у M. mrazeki он заметно длиннее половины мантии и приблизительно в 2,5 раза длиннее глотки. Кроме того, эти виды отличаются местом прикрепления пениального ретрактора. У M. tenellus он прикрепляется к пенису ближе к той стороне, где открывается семяпровод. Таким образом, при разрезе покровов тела на левом боку и раскрытии гениталий ретрактор виден на продолжении пениса, почти на его продольной оси, или слева от него (со стороны семяпровода). У M. mrazeki при таком же расположении половых органов ретрактор виден на правой стороне пениса (то есть на стороне, противоположной семяпроводу). Пропорционально размеру тела глотка у M. tenellus значительно крупнее, чем у M. mrazeki. Промежуточных форм между этими видами найдено не было, и, по всей видимости, их ареалы не пересекаются.
В восточных Альпах Австрии и северо-восточной Италии обитает малоизученный вид Malacolimax kostalii. В настоящее время его видовая самостоятельность ставится под сомнение и неясно, насколько он отличается от других видов рода. Питер Райшюц (Peter L. Reischütz) в качестве отличительного признака M. kostalii указывал «железоподобное вздутие» в начале семяпровода.
Более ранние описания M. kostalii указывали следующие отличительные черты: вид имеет меньшие размеры по сравнению с M. tenellus, его окраска светло-серая, середина мантии тёмная, на краевых зубах есть дополнительний зубец, пенис длиннее яйцевода. Однако же эти признаки, по-видимому, входят в диапазон изменчивости M. tenellus.

## Распространение
Распространён в Европе, кроме наиболее южных и северных регионов. На западе вид обитает на Британских островах (за исключением Ирландии, северо-западной Шотландии, Гебридских, Оркнейских и Шетландских островов), во Франции и Пиренеях (от Уэски до Андорры и Барселоны). В ареал входят Австрия, Беларусь, Бельгия, Болгария, Венгрия, Германия, Латвия, Литва, Лихтенштейн, Люксембург, Нидерланды, Польша, Румыния, Словакия, Чехия, Швейцария, Эстония. В европейской части России вид встречается в её северо-западных, западных и центральных областях, доходя на восток до Казани. На севере он распространён от Скандинавии (Дания, Норвегия, Швеция), Финляндии (до 63° 30′), Карельского перешейка и северного побережья Ладожского озера до Кировской области, где он обитает в зонах подтайги и южной тайги. В Украине отсутствует только в степной зоне и Крыму, в лесостепи редок. Упоминания M. tenellus для территории бывшей Югославии, по всей видимости, относятся к M. mrazeki.

## Биология
Мезофильный лесной и кустарниковый вид. Предпочитает затенённые местообитания в условиях средней влажности. Избегает избыточного увлажнения. Встречается как на равнине, так и в горах, поднимаясь до высоты 2100 м над уровнем моря в Швейцарии. Населяет различные хвойные (ельники-кисличники, ельники-черничники и т. д.), смешанные (сложные ельники с липой, ясенем или дубом), широколиственные (дубово-ясеневые, грабово-дубовые, буковые, кленово-ясенево-вязовые и т. д.), ольховые, тополевые, ивовые и вторичные берёзовые леса, а также края сфагновых сосняков (болот), где имеется большая примесь берёз. Вместе с Arion fuscus является одним из немногих слизней, живущих в сосновых лесах (сосняки-черничники и сосняки орляковые). Среди наземных моллюсков, обитающих в центре Русской равнины, эти виды наиболее быстро восстанавливают свою численность после лесных пожаров. В антропогенной среде Malacolimax tenellus редок. Иногда он встречается в старых парках и на кладбищах. Также вид может проникать на поля, где высеваются высокие травы (клевер, лён, кукуруза и т. п.).
К извести Malacolimax tenellus, по-видимому, относится индифферентно, так как он обычен и на кислых почвах. Живёт данный вид в подстилке, в гнилых пнях, под валежинами и камнями. Иногда забирается на небольшую высоту на стволы деревьев. Часто встречается на шляпочных грибах, которые являются основной пищей этих слизней. Кроме того, вид может поедать микроскопические водоросли и лишайники, растущие на стволах деревьев и на камнях. Молодые слизни питаются мицелием различных грибов. Культурным растениям этот вид вреда не наносит.
Malacolimax tenellus обладает способностью к автотомии. При раздражении хвоста слизень может отбросить его и через несколько секунд начинает уползать. Хвост имеет небольшие размеры по сравнению с остальным телом животного, не совершает каких-либо движений после отбрасывания и впоследствии вновь отрастает. Один эксперимент с сетчатым слизнем (Deroceras reticulatum) показал, что отброшенный хвост может отвлечь внимание хищной жужелицы, давая моллюску возможность уползти и пережить нападение.

### Размножение

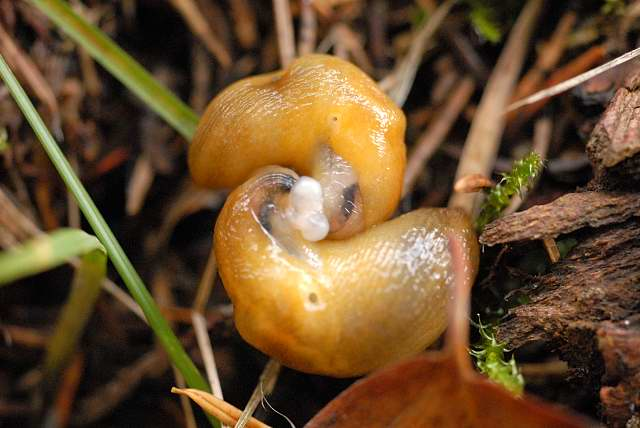
Копуляция Malacolimax tenellus

Половозрелость наступает в конце лета и в начале осени. Перед копуляцией один из партнёров быстро следует за другим. Затем передний изгибается направо и через 10 минут животные образуют круг. Пенисы выворачиваются очень быстро, плотно прилегают друг к другу и приобретают облик массивных синевато-белых тел, каждый с косой толстой складкой. Слизни медленно вращаются по часовой стрелке в течение полутора часов.
В Северной и Центральной Европе откладка яиц происходит осенью. Одна особь в несколько приёмов способна отложить до 120 яиц, которые остаются на зимовку. Яйца слегка овальные, размером от 3,6 × 3,1 до 3,3 × 3,0 мм, бледно-янтарные, просвечивающие. При температуре 18—25° в лабораторных условиях вылупление происходит через 20—24 дня, в естественных условиях Западной Европы — более чем через 100 дней. По-видимому, на территории бывшего СССР перезимовавшие яйца начинают вылупляться в конце весны — начале лета.
Свежевылупившиеся слизни бесцветные, просвечивающие, без продольных полос. Только глазные щупальца, мантия и хвостовой конец имеют лиловую окраску. Через 6—7 месяцев слизни становятся желтоватыми. Общее потемнение окраски происходит с наступлением половозрелости. По данным из Западной Европы продолжительность жизни слизня составляет 11—13 месяцев и обычно он погибает не позднее чем через 1,5 месяца после последней откладки яиц. Зимует вид на стадии яйца.

### Враги и паразиты
На Malacolimax tenellus могут нападать личинки обыкновенного светляка (Lampyris noctiluca). Также в экспериментальных условиях было показано, что этого слизня могут поедать жужелицы Carabus problematicus и Pterostichus melanarius.
На этом виде могут паразитировать нематоды Cresonema striatum, Plectus cirratus, Bunonema reticulatum, Phasmarhabditis papillosa и Phasmarhabditis bonaquaense.

## Охрана
Malacolimax tenellus обитает только в лесах, но имеет широкий ареал, в связи с чем Международный союз охраны природы оценил его как вид, вызывающий наименьшие опасения. Предполагается, что популяции являются стабильными или даже увеличиваются в местах, где сохраняется мёртвая древесина, и где полог во время вырубки остается наполовину закрытым (вырубка одного дерева или небольшой группы). Этот слизень обычен в старых лесах, возраст которых более 60—70 лет. В то же время он не всегда способен проникать в изолированные высаженные человеком леса, даже если они становятся пригодными для обитания вида.
В Великобритании вид имеет широкое распространение, однако в настоящее время его популяция фрагментирована, а численность несколько сократилась. Здесь же он считается индикатором древних лесов. В Испании слизень чувствителен к трансформации местообитаний. В Болгарии он редок. В России с 2001 года занесён в Красную книгу Рязанской области как редкий вид, имеющий малую численность и спорадически распространённый на значительной территории. Основной угрозой для вида является уничтожение местообитаний в результате лесохозяйственной деятельности, особенно при сплошных рубках.
Вид был отмечен на некоторых природоохранных территориях, например, в Жигулёвском заповеднике, заповеднике «Нургуш» (на участке «Нургуш»), лесном парке «Дружба» и памятнике природы «Сосновые леса на дюнах» в России, национальном природном парке «Кременецкие горы», Каневском природном заповеднике и заказнике «Словечанский кряж» в Украине, Беловежской и Роминтенской пущах, национальном парке «Дравенский» и природных резерватах «Озеро Ханьча», «Гронды-над-Мощеницей» и «Гронды-над-Линдой» в Польше, национальном парке «Ретезат» в Румынии.

## Таксономия
Впервые вид был описан датским естествоиспытателем Отто Фредериком Мюллером в 1774 году под названием Limax tenellus. Типовое местонахождение — Фридриксдаль близ Копенгагена (Дания). Типовые экземпляры неизвестны. В 1868 году Август Вильгельм Мальм выделил данный вид в отдельный род Malacolimax. По первоначальной монотипии Malacolimax tenellus является типовым видом этого рода.

## Комментарии
1. ↑  Бо́льшая часть Крымского полуострова  является объектом территориальных разногласий между Россией, контролирующей спорную территорию, и Украиной, в пределах признанных большинством государств — членов ООН границ которой спорная территория находится. Согласно федеративному устройству России, на спорной территории Крыма располагаются субъекты Российской Федерации — Республика Крым и город федерального значения Севастополь. Согласно административному делению Украины, на спорной территории Крыма располагаются регионы Украины — Автономная Республика Крым и город со специальным статусом Севастополь.